# Pengő
Pengő (P - Pengő) var den valuta som användes i Ungern fram till införandet av Forinten 1946. Valutakoden var HUP. 1 Pengő var = 100 fillér.
Valutan infördes den 21 januari 1927 och gällde fram till den 31 juli 1946 och ersatte den tidigare korona.
Efter det första världskriget var den Österrike-Ungerska krone utsatt för en kraftig inflation. I Ungern introducerades då en ny valuta. Pengőn var värd 12500 kronor och definierades till 3800 per 1 kilogram guld. I motsats till kronen myntades aldrig någon guldpengő.
Pengőn förlorade i värde efter det andra världskriget då den upplevde den högsta hyperinflationen som någonsin uppmätts. Pengőn revalverades men det stoppade inte hyperinflationen och en prisspiral pressade upp priserna. Den största beteckningen som infördes var en 1021 pengő (1 miljard biljoner), de trycktes men delades aldrig ut. Den största benämningen som användes var en 1020 pengő (100 miljoner biljoner, se bild).    
Vid bytet till forint var omvandlingen 1 HUF = 400 kvadriljarder (400 000 000 000 000 000 000 000 000 000 eller 4×1029) pengő.

## Bildgalleri

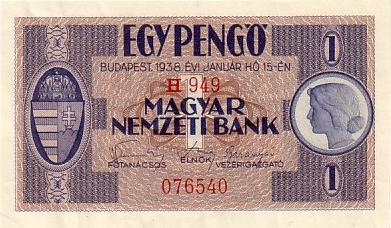
1-pengösedel från 1938
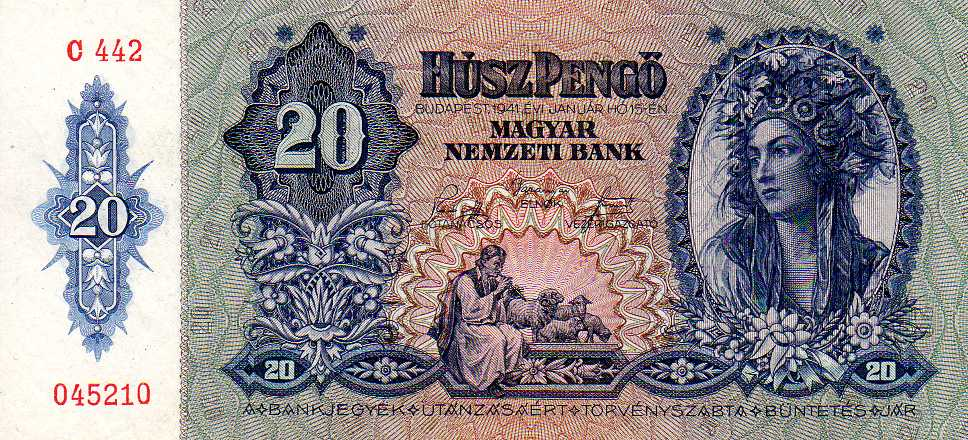
20-pengösedel från 1941
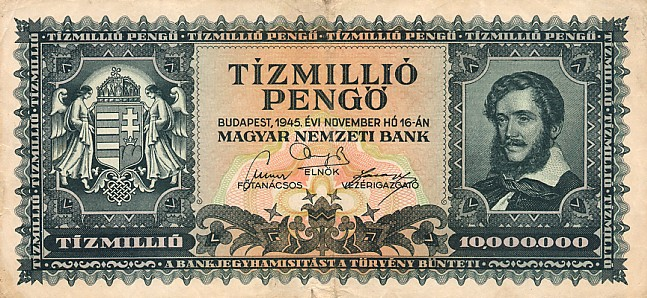
Tio miljoner pengö, 1946
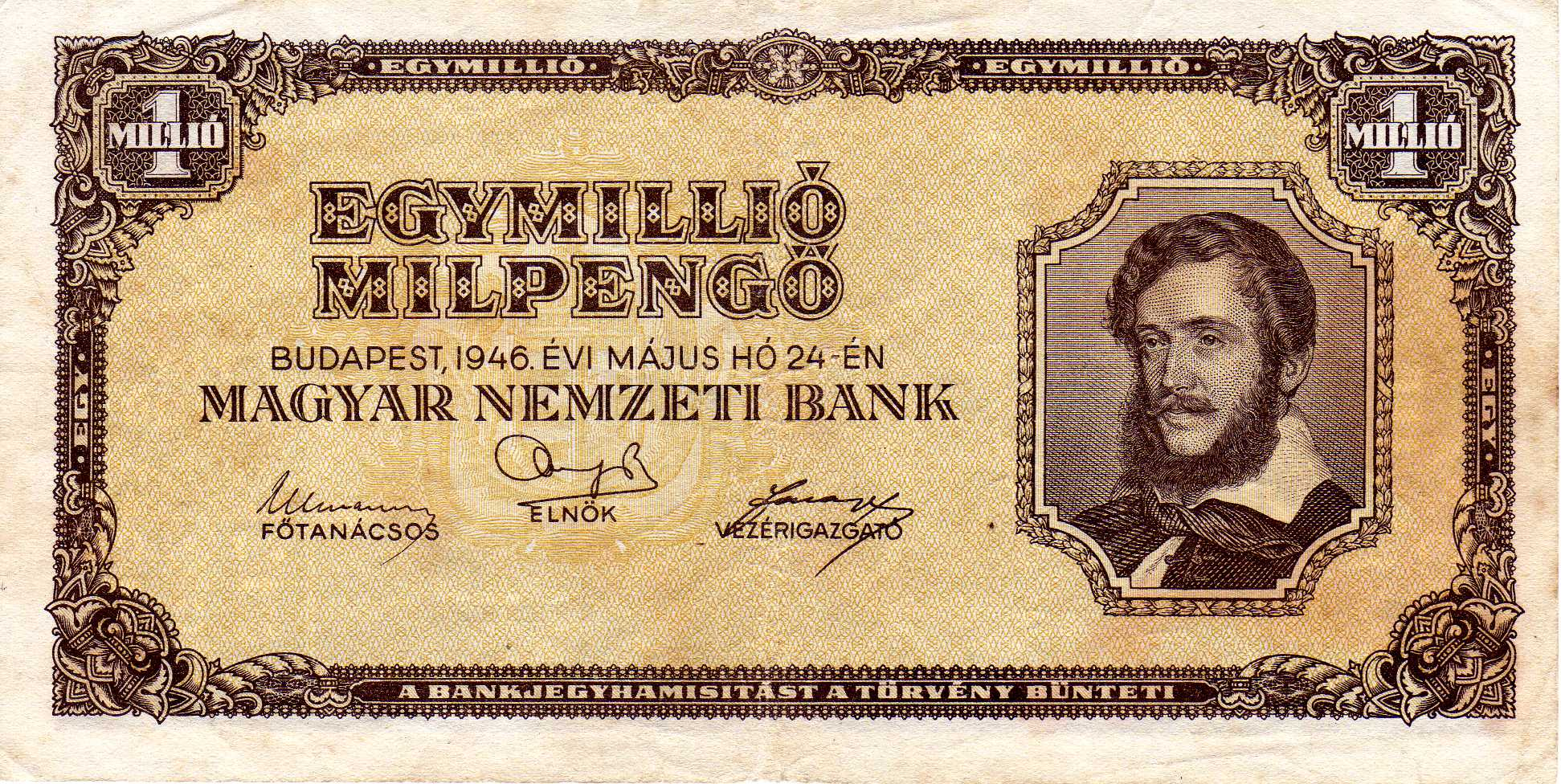
En miljon miljoner pengö, 1946
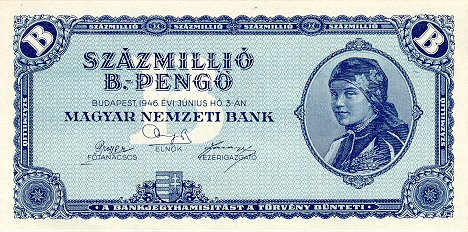
Hundra miljoner biljoner pengö 1946. Den sedel med det högsta talet som någonsin utgivits
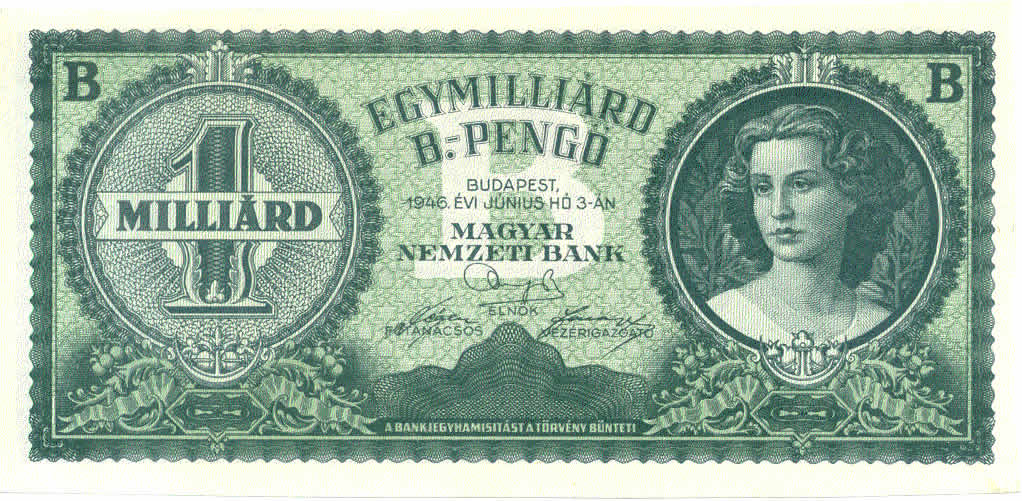
En miljard biljoner pengö 1946. Sedeln trycktes, men gavs aldrig ut

## Användning
Valutan gavs ut av Magyar Nemzeti Bank - MNB som grundades 1924 och ersatte den tidigare Kungliga Ungerska Statsbanken grundad 1921. MNB har än idag huvudkontoret i Budapest.

## Valörer
- mynt: Pengőmynt fanns före 1944, inte under inflationsfasen.
- underenhet: användes ej, tidigare fillér
- sedlar: innan 1944: 1, 2, 5, 10, 20, 50, 100 
  - 1944-1946: 10 000, 100 000, 1 miljon, 10 miljoner, 100 miljoner, 1000 miljoner pengő
  - 10 000, 100 000, 1 miljon, 10 miljoner, 100 miljoner, 1000 miljoner milpengő
  - 10 000, 100 000, 1 miljon, 10 miljoner, 100 miljoner b.‑pengő

(milpengő=miljoner pengő; b.‑pengő=biljoner pengő)